# Museo de Arte de Coro
Museo de Arte de Coro (MUCOR) es un museo ubicado en la ciudad de Coro, estado Falcón, Venezuela, fundado el 26 de noviembre de 1988.
Su creación partió de un convenio entre el Museo de Arte Contemporáneo de Caracas, la Universidad Francisco de Miranda bajo el auspicio del sector artístico del Estado Falcón. Su colección incluye una valiosa representación de creadores falconianos, además de otros artistas nacionales e internacionales. Este espacio promueve la conservación, difusión, promoción y educación de las artes visuales venezolanas con énfasis en el estado Falcón, desarrollando una labor educativa orientada a valorar y comprende la importancia del arte y sus creadores. Alberga la Bienal de Artes Visuales de la Ciudad de Coro. 